# Краива (Арад)
Краива (рум. Craiva) је насељено место и седиште истоимене општине у жупанији Арад у Румунији. Према попису из 2021 године било је 615 становника. 

## Становништво
Према попису становништва из 2011. године у насељу је живело 585 становника. 
| Етнички састав према попису из 2011. године‍ | Етнички састав према попису из 2011. године‍ | Етнички састав према попису из 2011. године‍ | Етнички састав према попису из 2011. године‍ | Етнички састав према попису из 2011. године‍ |
| ------------------------------------------- | ------------------------------------------- | ------------------------------------------- | ------------------------------------------- | ------------------------------------------- |
|                                             |                                             |                                             |                                             |                                             |
| Румуни                                      | Румуни                                      |                                             | 342                                         | 58,5%                                       |
| Роми                                        | Роми                                        |                                             | 174                                         | 29,7%                                       |